# Maria da Conceição
Maria da Conceição, död 1798, var en brasiliansk naturläkare. 
Hon tillverkade och sålde framgångsrikt örtmediciner. Hon hamnade i konflikt med en präst, som anmälde henne till myndigheterna för häxeri. Hon dömdes till döden och avrättades genom bränning på bål. Hennes avrättning var mycket sen, då häxprocesser sedan länge hade upphört i Europa vid denna tid, men de förekom fortfarande i Latinamerika vid denna tid. 